# Dicentria unifasciata
Dicentria unifasciata är en fjärilsart som beskrevs av Dog 1914. Dicentria unifasciata ingår i släktet Dicentria och familjen tandspinnare. Inga underarter finns listade i Catalogue of Life.